# Arcasio Ricci
Arcasio Ricci (Pescia, 27 maggio 1570 – Gravina, 8 febbraio 1636) è stato un vescovo cattolico e giurista italiano.

## Biografia
Fratello di Giovanni, proposto nullius di Pescia, anche lui intraprese la carriera ecclesiastica. Compiuti gli studi di legge presso l'Università di Pisa, entrò in seminario presso l'abbazia di Pomposa e fu ordinato sacerdote a Goro. Apprezzato per le sue conoscenze teologiche e giuridiche, fu chiamato dall'arcivescovo di Ferrara a ricoprire importanti incarichi in curia. Nel 1605 divenne vicario generale dell'arcidiocesi. Nel 1607 papa Paolo V lo nominò podestà di Ferrara. Nel 1626 papa Urbano VIII lo inviò come governatore ad Assisi, poi a Benevento, Narni e Rieti. Qui assunse anche la carica di nunzio pontificio per la Sabina. Nel 1629 papa Urbano VIII lo richiamò a palazzo per alcuni incarichi finché il 13 novembre 1630 non lo nominò vescovo di Gravina. Ricevette l'ordinazione episcopale il 24 novembre dal cardinale Antonio Barberini. Restaurò il palazzo vescovile e il seminario, grazie all'aiuto finanziario del suo amico Alessandro Guidiccioni, vescovo di Lucca. Numerosi studenti tornarono a popolare il seminario diocesano e diversi sacerdoti furono reclutati dalle diocesi vicine. Si ammalò gravemente e morì cinque anni dopo la nomina.

## Genealogia episcopale
La genealogia episcopale è:
- Cardinale Guillaume d'Estouteville, O.S.B.Clun.
- Papa Sisto IV
- Papa Giulio II
- Cardinale Raffaele Riario
- Papa Leone X
- Papa Paolo III
- Cardinale Francesco Pisani
- Cardinale Alfonso Gesualdo
- Papa Clemente VIII
- Cardinale Pietro Aldobrandini
- Cardinale Laudivio Zacchia
- Cardinale Antonio Barberini, O.F.M.Cap.
- Vescovo Arcasio Ricci